# Ogens
Ogens és un municipi de Suïssa del cantó de Vaud, situat al districte del Gros-de-Vaud.